# Neopanax
Neopanax là chi thực vật có hoa trong họ Araliaceae.